# Chinesische Eingabemethode von CKC
Die chinesische Eingabemethode von CKC ist eine chinesische Eingabemethode für Computer zur Kodierung von Schriftzeichen. Die Methode, die angewendet wird, ist die Vier-Eckenmethode.
Die Kodierung verwendet höchstens vier Zahlen (0 bis 9) für die Darstellung eines chinesischen Schriftzeichens. Alle mögliche Eigenschaften der Striche, die ein chinesisches Schriftzeichen bilden, wurden in zehn Gruppen eingeteilt. Jede Gruppe wird mittels einer der zehn möglichen Zahlen angegeben. Die chinesischen Schriftzeichen können dabei eingegeben werden, indem man die Striche anhand der vier Ecken des Schriftzeichens bestimmt. Die Unkompliziertheit der Kodierung mittels zehn Zahlen ermöglicht die Eingabe chinesischer Schriftzeichen über eine numerische Tastatur.
Es gibt sowohl für Langzeichen als auch für Kurzzeichen verfügbare Ergänzungen. Die Ausgangspunkte der Kodierung finden aber Anwendung auf beide Schriften. Das heißt, dass der Benutzer nur einmal ausgebildet werden muss und, dass die Fähigkeit sowohl Anwendung findet auf der Version der chinesischen Eingabemethode von CKC mit Langzeichen als auf der mit Kurzzeichen.
Ausbildungen auf dem Gebiet der chinesischen Eingabemethode von CKC werden vom CKC Centre for the Development of Information Technology for Chinese Language Teaching an The Hong Kong Institute of Education, IVE Haking Wong und dem Centre for Advancement of Chinese Language Education and Research an der Hong Kong University durchgeführt.

## Die Zusammensetzung

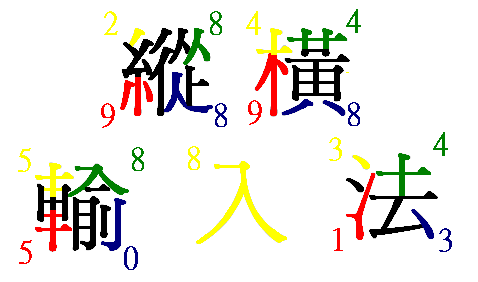
Ein Beispiel der chinesischen Eingabemethode von CKC.

Die Zusammensetzung von Gruppen von Strichen und den dazugehörenden Zahlen zwischen 0 und 9 kann folgendermaßen definiert werden:
一橫二豎三點捺
叉四插五方塊六
七角八八九是小
撇與左勾都是零
Das bedeutet: 1 ist ein waagerechter Strich, 2 ist ein senkrechter oder diagonaler Strich, 3 ist ein Punkt oder ein diagonaler Strich von links nach rechts, 4 ist zwei Striche in Form eines Kreuzes, 5 ist drei oder mehr Striche, wobei ein Strich alle andere Striche durchkreuzt, 6 ist ein Viereck, 7 ist ein Strich mit einem Winkel, 8 ist die Form des chinesischen Schriftzeichens 八 und die umgekehrte Form des Schriftzeichens 小 und die umgekehrte Variante, und 0 ist ein diagonaler Strich von rechts nach links oder ein Strich mit einer Kurve nach rechts.

## Kodierungsregel: Einige Schriftzeichen
1. Die Reihenfolge der Kodierung: die Kodierung fängt mit der oberen linken Ecke an, dann folgt die obere rechte Ecke, darauf folgt die untere linke Ecke und schließlich die untere rechte Ecke. Beispiel: der CKC-Kode für das Schriftzeichen 的 ist 0760.
2. Wenn es mehrere Möglichkeiten gibt, ein Schriftzeichen zu kodieren, verwenden Sie diejenige, welche die meisten Striche des Schriftzeichens beschreibt. Beispiel: der CKC-Kode für das Schriftzeichen 綜 ist 2399 anstatt 2393.
3. Kodieren Sie jede Form nur EINMAL. Beispiel: Der CKC-Kode für das Schriftzeichen 香 ist 06 anstatt 0066.
4. Wenn es mehrere Möglichkeiten gibt, ein Schriftzeichen zu kodieren, ist es empfehlenswert, um die meist linke oder rechte Striche des Schriftzeichens zu kodieren. Beispiel: der CKC-Kode für das letzte Schriftzeichen 非 ist 1111 anstatt 2222.
5. Striche, die auf der oberen Seite des Schriftzeichens stehen, sind wichtiger für das Kodieren als die unteren Striche. Beispiel: der CKC-Kode für das letzte Schriftzeichen 非 ist 5307 anstatt 7307.

## Verfügbarkeit Software
Die Software kann auf der Webseite The CKC Chinese Input System heruntergeladen werden und ist kompatibel mit Microsoft Windows. Für andere Systeme wie Linux, Palm und Pocket PC wird die Software noch entwickelt.
Die chinesische Eingabemethode CKC kann auch verwendet werden, ohne das Programm auf dem Computer zu installieren. CKC kann auf jedem Computer über WebCKC angewendet werden, wenn der Computer mit dem Internet verbunden ist und Microsoft Internet Explorer für die Eingabe der chinesischen Schriftzeichen verwendet wird. Der eingegebene Text wird in der Zwischenablage gespeichert und kann dadurch zu fast jeder gewünschten Applikation kopiert werden.